# 吉田いつか
吉田 いつか（よしだ いつか、1979年（昭和54年）6月11日 - ）は、長崎県を中心に活動するラジオパーソナリティである。大分県出身。活水女子大学文学部英文学科卒。長崎の芸能事務所であるリップマークスに所属している。

## 人物、略歴
元NBCラジオ（長崎放送）スキッピーレポーターやラジオパーソナリティとして活動していた。
趣味は映画鑑賞。
NGO団体グリーンバード長崎支部長として街の美化等の活動にも従事していた。
近年、苗字をとって「いつか」という名前で活動している。2008年7月に再婚。

## 出演番組

### ラジオ
- NBCラジオ
  - 満腹ワイド ラジDONぶり（月、火）

### テレビ
- NCC長崎文化放送
  - 県政羅針盤
  - はなきん
  - Cinema Navigation（毎月第3金曜日深夜）